# Štukljeva cesta, Novo mesto
Štukljeva cesta je načrtovana povezovalna cesta v Novem mestu, ki bi potekala od Topliške ceste na severu preko železniške proge Novo mesto-Metlika in Ljubenske ceste mimo Regrče vasi do Belokranjske ceste na jugu. Imenuje se po olimpioniku Leonu Štuklju.